# 亚洲国家和地区对俄罗斯入侵乌克兰的反应
以下为2022年俄罗斯入侵乌克兰亚洲国家和地区的表态立场。

## 各国反应

### 阿富汗
阿富汗伊斯蘭酋長國（塔利班政權）於2月25日發表緊急聲明，要求烏俄雙方停止軍事衝突，呼籲和平解決紛爭。

### 
孟加拉外交部部長阿卜杜勒·莫門重申，孟加拉國呼籲根據《聯合國憲章》和平解決俄羅斯與烏克蘭之間正在進行的軍事衝突。

### 不丹
不丹外交部部長坦迪·多尔吉表示，外交部正在研究和評估戰爭對不丹的影響，並補充說，烏克蘭境內沒有不丹人。

### 
文莱政府譴責入侵，呼籲在不訴諸武力威脅或使用武力的情況下解決這一局勢。

### 柬埔寨
柬埔寨首相洪森談到俄烏問題，表示柬埔寨反对任何形式的、对任何一方的暴力。他还指出，这场战争已经成为欧洲与俄罗斯之间的战争。他呼吁有关各方只有通過和平談判，而不是另一場戰爭，交戰各方之間的任何分歧才能得到解決。他希望各方理解柬埔寨的立场，不要强求柬方站队。

### 中华人民共和国
中華人民共和國雖宣稱持中立立場，但中國在聯合國對烏克蘭戰爭的投票中投下棄權或支持俄羅斯，並在俄羅斯吞併烏克蘭四州的公投決議中，中國沒有表示明確反對，因此中國宣稱的中立立場被國際認為僅是雙面手法。此外，中國拒絕批評俄羅斯的入侵，同時譴責西方對俄羅斯的制裁，指責美國和北約挑起烏克蘭衝突。在戰爭期間，中國亦大量購買俄羅斯原油、糧食等產品，提供俄羅斯大量經濟援助。雖然中國在戰爭爆發一周年時提出12點和平立場，但仍因未尊重聯合國規範及忽視烏克蘭領土遭俄羅斯侵占的事實，又再次遭國際社會批評中國再次操弄雙面手法，企圖在國際社會塑造和平締造者的形象。此事，中國政府遭到美國、歐洲諸國、烏克蘭及國際社會的批評。中华人民共和国认为俄乌战事延长符合中方战略需求，中国领导人担心战事结束后美国会将全部注意力转移到中国。
2025年4月，乌克兰总统弗拉基米尔·泽连斯基称乌克兰情报机构已掌握中国向俄罗斯提供武器的证据，显示中方在俄罗斯境内参与部分武器的生产，并对三家中国公司实施制裁。2025年5月，乌方称已确认中国正向20家俄罗斯军工企业供应物资。对乌克兰政府的指控，中国当局一概否认。

### 中華民國
中華民國外交部發言人歐江安2月24日表示，外交部嚴正譴責俄羅斯對烏克蘭的主權侵害，認為目前烏俄邊境緊張關係是俄方片面改變現狀，呼籲相關各方透過和平方式，理性解決爭端，維護區域和平穩定。中華民國外交部在同日的記者會呼籲各方尊重烏克蘭主權獨立與領土完整，反對以武力或威迫方式片面改變現狀，支持各方透過和平理性的對話解決歧見。
25日上午，外交部表示，將參與國際社會對俄羅斯的經濟制裁，以敦促俄方停止軍事侵略烏克蘭儘速恢復各方和平對話。同日，總統府發言人張惇涵表示，中華民國政府嚴正譴責俄羅斯對烏克蘭主權的侵害，以及對於區域及全球和平穩定的破壞，台灣將與全球民主夥伴密切合作，參與國際社會對俄羅斯的經濟制裁。

### 
喬治亞外交部在2022年2月24日發表聲明，對俄羅斯之行動侵犯烏克蘭主權表示關注及擔憂，並表明與烏克蘭站在一起，同時呼籲國際社會採取行動化解局勢及停止暴力，之後格魯吉亞又多次參與聯合國譴責俄羅斯的聲明。格魯吉亞在2008年曾飽受俄羅斯入侵之苦，故表明出於可能無力抵抗第二次俄羅斯入侵之故，不會參與國際社會對俄羅斯的制裁，有關舉措惹來國人反彈。

### 印度
印度总理纳伦德拉·莫迪2月24日致电普京，呼吁立即停止暴力。他还对在乌克兰的18,000名印度学生安全出境和返回表示担忧。2月初時印度政府對俄羅斯入侵烏克蘭未有表态。早些时候，印度外交部曾稱“印度正在密切关注该地区事态的发展”。印度考虑建立用卢比与俄罗斯进行贸易的机制，避免制裁影响雙方贸易。俄罗斯提供了印度约70%的武器，自冷战以来一直保持密切关系。印度是四方安全对话中唯一不禁止俄罗斯出口的成员。印度也需要美国的援助来对抗它认为最大的威胁的中国。政策研究中心的一位分析师指出，“印度从未陷入过这种非此即彼的境地。这是冷战以来最大的外交挑战。” 乌克兰驻印度大使伊戈尔·波利哈（Igor Polikha）对印度初始顯露的立场“深感不满”。對於印度拒絕譴責俄羅斯，且向俄羅斯購買飛彈，美国国务院助理国务卿唐纳德·卢表示，美国政府正在考虑制裁印度。
據路透社消息，印度總理莫迪在9月16日於烏茲別克撒馬爾罕舉行的上海合作組織電視會議上，對普京說：「我知道今天的時代不是戰爭時代，我已經通過電話與你談過這件事」。而對方除了一些肢體動作未有做出回應。

### 印度尼西亞
印尼外交部表示，乌克兰武装冲突的升级危及亚洲地区的人民與和平，印尼对此表示关切，敦促俄罗斯必须遵守关于一国领土完整的国际法和《联合国宪章》，谴责任何明显构成对一国领土和主权的侵犯的行动。印度尼西亚总统佐科·維多多表示，必須停止战争，战争给人类带来痛苦，使整个世界处于危险之中。

### 伊朗
伊朗外交部部长阿米尔-阿卜杜拉希扬将战争归咎于北约的挑衅，但并不认为诉诸战争是一种解决方案，认为停火并专注于政治和民主解决方案是必要的。伊朗总统易卜拉欣·莱希致电普京，支持保证停止北约的扩张。伊朗最高领导人阿里·哈梅内于7月18日在德黑兰召开与俄罗斯和土耳其的峰会上，宣布伊朗政府支持俄罗斯对乌克兰的战争。伊朗议会上对国家安全和外交政策具有影响力的成员法达侯赛因·马利基（Fadahossein Maleki）称俄罗斯为伊朗「最具战略意义的伙伴」。

### 以色列
以色列副总理兼外交部部长亚伊尔·拉皮德谴责俄罗斯对乌克兰的袭击，稱其严重违反国际秩序，并表示已准备好向乌克兰公民提供人道主义援助。以色列以一个经历过战争的国家表示，战争不是解决冲突的方法。以色列总理纳夫塔利·贝内特没有直接谴责俄罗斯，但表示“我们的心与陷入这种情况的乌克兰东部平民同在”。他呼吁停止暴力，并提出向乌克兰提供人道主义援助。在战争爆发后，阿利亚运动与融合部（即移民和归化部门）与内政部放宽了乌克兰籍犹太人移民以色列的限制，内政部长阿耶萊特·沙凱德还破例允许男性犹太人的非犹太裔妻子、儿女在丈夫、父亲缺席时获得国籍（参见《回归法》）。

### 日本
因應烏克蘭危機，日本政府於當地時間2月24日下午3時緊急招開國家安全保障會議，日本首相岸田文雄在總理大臣官邸就俄羅斯進攻烏克蘭向媒體表示「這是動搖國際秩序的根基，予以強烈譴責」，並指示要求努力確保在烏日僑的安全、收集詳細信息並把握局勢。日本首相岸田文雄25日緊急召開記者會表示，日本政府就2月23日宣佈內容的基礎上，追加禁止向俄羅斯公民發放簽證，凍結俄羅斯私人和機構的資金，凍結俄羅斯金融機構的資產，禁止俄羅斯在日本發行債券，對可能用於軍事目的的商品實施對俄出口限制等制裁措施。

### 约旦
約旦外交部部長發表聲明，敦促國際社會和有關各方不遺餘力地促進戰爭停止或降級。聲明還呼籲通過對話和平解決衝突，以在這個「關鍵」時刻恢復該地區的安全與穩定。

### 
雖然哈薩克對於俄羅斯侵略烏克蘭之事保持中立，但該國拒絕俄羅斯要求出兵協助進攻烏克蘭，並表示哈薩克不承認盧甘斯克人民共和國和頓內次克人民共和國的獨立。
朝鲜外务省2月26日刊发题为《美国不得破坏国际和平稳定根基》的评论文章，署名是国际政治研究会研究员李智松。文章表示，美国忽视俄罗斯合法的安保要求，一味追求霸权和军事优势，单方面对俄罗斯进行制裁打压，此次乌克兰事态的根源在于美国的强权和专横。北约的单方面扩员和威胁导致欧洲势力均衡受到破坏，严重威胁俄罗斯国家安全。2月28日，朝鮮外務省發言人就朝鮮中央通訊社詢問有關「美国近期借乌克兰危机加强对俄制裁打压活动」進行回應，指「美国和西方已把伊拉克、阿富汗、利比亚夷为平地，而如今，拿其所造成的此次乌克兰危机，大言不惭地谈论『主权尊重』、『领土完整』，这番自相矛盾的言论是站不住脚的」。6月12日，朝鮮勞動黨總書記金正恩向俄羅斯總統普京發賀電，表示俄羅斯在普丁的領導下，透過實現「正義的偉業」來守護國家發展權。該賀電被外界視為金正恩支持俄羅斯侵略烏克蘭。2022年7月13日，朝鮮宣佈承認頓涅茨克人民共和國和盧甘斯克人民共和國為獨立國家並與之建交，烏克蘭隨之宣佈與之斷交，朝鮮在一份聲明中指責烏克蘭對朝採取不合法的敵對政策，又指烏克蘭站在美國一方根本不能談得上維護國家主權且無權譴責朝方行動。朝鮮亦在聯合國大會緊急會議多個譴責俄羅斯的決議投下反對票。
韓國國家安保室室長徐薰2月24日召開國家安全保障會議緊急情況檢查會議，討論烏克蘭危機及對策，並就俄羅斯違反《聯合國憲章》等國際法，違背國際社會意願進攻烏克蘭深表遺憾。隨後，韓國總統文在寅宣布韓國將參與國際制裁，並表示「大韓民國作為國際社會負責任的一員，將支持和參與國際社會的努力，包括經濟制裁，以遏制武裝侵略並和平解決局勢」。韓國外交部發表聲明稱，俄方的行為違反《聯合國憲章》，韓國政府對此予以強烈譴責。韓國企劃財政部在3月1日宣布，韓國將全面停止與俄羅斯銀行及資本公司的金融交易，停止交易的對象包括俄羅斯最大的俄羅斯聯邦儲蓄銀行（Sberbank）和其他六大銀行（VEB、PSB、VTB、Otkritie、Sovcom、Novikom），共計七家銀行。

### 科威特
科威特參加美國領導的聯合聲明，此前對聯合國安理會關於俄羅斯侵略烏克蘭的決議進行了投票。

### 
吉爾吉斯斯坦外交部在2月25日呼籲俄羅斯和烏克蘭在談判以解決衝突，表示「我們正以沮喪和關切的心情關注烏克蘭局勢的發展。我們希望雙方迅速實現和平，包括透過談判解決衝突，以防止進一步的傷亡和破壞」。
寮國政府呼籲有關各方力行最大克制，努力緩和可能破壞國際和平與安全的緊張局勢。此外，寮國政府贊同目前為通過外交手段和平解決這一局勢所作的努力。

### 黎巴嫩
黎巴嫩外交部部長於2月24日譴責俄羅斯對烏克蘭的軍事入侵，並呼籲莫斯科「立即停止軍事行動」。

### 斯里蘭卡
斯里蘭卡外交部部長宣布政府不会偏袒俄罗斯在乌克兰的军事行动，而是声称“每个人都有自己的理由”。

### 马来西亚
马来西亚首相伊斯迈沙比里于2月24日在推特表示，希望乌克兰和俄罗斯之间能够尽快达成和平解决方案，随后成功解决冲突。之后，伊斯迈沙比里与大马外交部对乌克兰的发展感到悲伤，表明马来西亚的重点将是确保旅居乌克兰的马来西亚人的安全，并未对俄罗斯的行动给予任何说法。随后，乌克兰驻马大使奥利山在接受BFM电台访问时表示，希望大马政府可以对俄罗斯入侵乌克兰一事，表明更明确的立场。过后，伊斯迈沙比里表示大马极度关注乌克兰的冲突升级，并强烈敦促各造立即采取措施缓和局势，防止伤亡与破坏。”他发文告表示在这个“关键时刻”应要加倍努力，根据国际法与《联合国宪章》，通过对话与谈判“和平友好”地解决冲突，承诺马来西亚将继续支持这些努力，维护地区与国际的和平与安全，促进繁荣。《当今大马》报道指出首相发表的声明中没有提及“俄罗斯”或“入侵”相关词语，引起首相新闻秘书的回应。他对媒体的表现感到失望，已从声明中“明显转移”和“故意错误引用一个词”。

### 馬爾地夫
馬爾地夫外交部副部長阿卜杜拉·胡邁德概述了在烏克蘭撤離馬爾地夫公民的計劃。

### 蒙古国
蒙古國副總理兼外交部部長巴特蒙赫·巴孟向媒體概述了從烏克蘭遣返蒙古國民的計劃，但沒有譴責俄羅斯的行動，將入侵描述為對烏克蘭的軍事行動和武裝鬥爭。

### 緬甸
緬甸軍政府發言人表示：「就俄國與烏克蘭這件事情上，俄國是盡一己之力維護主權，而我認為這是正確做法。俄國是世界強權中的大國之一，也展現自己在維護世界和平上扮演重大角色。
但在聯合國代表緬甸的民族團結政府（NUG）則在譴責俄羅斯入侵烏克蘭動議中投下支持票，大使覺莫吞（Kyaw Moe Tun）在發言時表示「緬甸支持所有國家之獨立及領土完整，故此緬甸譴責俄羅斯入侵烏克蘭及公然對烏克蘭人民發動攻擊」；而NUG亦曾多次譴責軍政府「是俄羅斯的傀儡」。

### 尼泊尔
尼泊尔外交部反对俄罗斯入侵乌克兰，认为俄罗斯必须充分尊重主权和领土完整原则。

### 阿曼
阿曼是投票支持聯合國大會譴責俄羅斯的國家之一。

### 巴基斯坦
巴基斯坦總理伊姆蘭·汗對目前的情況表示遺憾，並表示衝突不符合任何人的利益。他希望兩國之間的軍事衝突可以通過外交手段避免。伊姆蘭還強調，巴基斯坦認為爭端應通過對話和外交解決。

### 菲律賓
菲律宾外交部于2月25日发表声明，敦促国际社会重申其致力于透過和平对话和“不仅仅是言语”解决国际争端，并援引联合国大会关于和平与和平的马尼拉宣言国际争端的解决。外交部長特奥多罗·洛钦已承诺前往乌克兰边境，亲自监督在乌克兰的菲律宾人遣返工作。

### 
卡塔尔埃米尔塔米姆·本·哈迈德·阿勒萨尼就俄乌危机呼吁各方保持克制，通过建设性对话和外交方式解决争端，重申以和平方式解决国际争端，并警告不要采取可能导致进一步升级的行动。

### 沙烏地阿拉伯
沙烏地阿拉伯外交部副部長瓦利德·阿卜杜勒卡里姆·伊爾·哈里吉於2月24日和美國副國務卿溫迪·謝爾曼討論做出「支援烏克蘭主權的強烈國際反應」。

### 新加坡
新加坡外交部发言人表示，新加坡强烈谴责任何以任何借口无端入侵一个主权国家的行为，乌克兰的主权、独立和领土完整必须得到尊重。新加坡希望军事行动立即停止，并敦促俄羅斯根据《联合国宪章》和国际法和平解决争端，「有關各方應繼續尋求對話，包括外交手段，以根據國際法和平解決爭端，並避免採取可能進一步加劇該地區緊張局勢的行動。」
2022年2月28日，新加坡正式宣佈對俄羅斯實施制裁，對「可直接在烏克蘭用作武器以造成傷害或征服烏克蘭人」的物品實施出口管制，並採取行動「阻止某些俄羅斯銀行和與俄羅斯有關的金融交易」。此舉為東南亞國家首次，也背離了以往東南亞國協拒絕譴責入侵的慣例。在此之前（27日）新加坡《商業時報》就曾發文認為，本國可能會加入對俄羅斯的國際制裁，因對俄羅斯的出口限制而受到直接經濟打擊的機率較低，但風險依舊存在。外交部长维文医生在国会上批评俄罗斯的做法「开了一个完全不能接受的先例」，因而「对小国的安全存亡有着深远的不利影响」。
新加坡總理李顯龍於2022年3月30日出席美國外交關係協會座談會時表示，中華人民共和國政府一貫宣稱要堅持主權、領土完整及不干涉內政的基本原則，但俄羅斯對烏克蘭的侵略已完全違背中國當局宣稱的這些外交原則，卻又要維繫與俄羅斯政府的友好關係，因而面臨尷尬的外交處境。座談會主持人理查德·哈斯以此問及台灣問題時，李顯龍回應稱若然如此對待烏克蘭，把頓巴斯視作俄羅斯的飛地甚至是共和國，或者中國非漢族的其他地區便會是一個非常困難的問題。隨後他在4月初對美國進行工作訪問期間，提醒各界不要將烏克蘭危機定義成民主主義與專制主義的鬥爭，否則將令問題更為複雜。

### 叙利亚
敘利亞總統巴沙尔·阿萨德稱讚俄羅斯的軍事行動是「對歷史的糾正」，並指責西方國家使用「肮髒的方法支持敘利亞的恐怖分子和烏克蘭的納粹分子」。敘利亞在2022年6月29日承認顿涅茨克人民共和国和卢甘斯克人民共和国为主权国家，令烏克蘭宣佈與之斷交，敘利亞於7月20日宣布為回應烏克蘭之斷交行動，斷絕雙方外交關係。敍利亞亦在聯合國大會緊急會議多個譴責俄羅斯的決議投下反對票。
但被多個西方國家及海灣國家承認的叙利亚反对派和革命力量全国联盟（SNC）則表明將站在烏克蘭的一方，指俄羅斯背後支持的巴沙爾政權非法，又以敘利亞內戰的經歷，以及巴沙爾政權及俄軍在敘利亞的暴行，警告國際社會「不幫助烏克蘭可能會導致新的世界大戰，其後果、災難和受害者將難以避免。 如果世界不能團結起來反對他的行為，那麼傲慢的俄羅斯獨裁者的暴行和他的反人類罪行將是無限的」；SNC更指巴沙爾承認烏東親俄分離地區獨立的行徑「歹毒」，並歡迎烏克蘭與巴沙爾政府斷絕關係的決定。

### 泰國
泰国外交部表达了“深切关注”，并表示支持“通过对话寻求和平解决局势的持续努力”。

### 东帝汶
東帝汶是關於譴責俄羅斯入侵烏克蘭的聯合國信函的87個簽署國之一。

### 土耳其
土耳其總統雷傑普·塔伊普·埃爾多安和土耳其外交部表示，俄羅斯的行動是「不可接受的」，並強烈譴責俄羅斯「嚴重違反國際法」，同時重申「支持烏克蘭的主權和領土完整」。开战日当日，土耳其一艘离开乌克兰敖德萨港前往罗马尼亚的货船被炸弹击中，但沒有人员伤亡。在乌克兰请求土方阻止俄海军通过達達尼爾和伊斯坦布尔海峡后，土耳其外交部长称，土方无法满足请求。
2月27日，土耳其外交部長梅夫吕特·恰武什奥卢將入侵稱為「戰爭」，口頭上將衝突置於1936年關於海峽制度的蒙特勒公約之下，並允許土耳其禁止俄羅斯軍艦進入博斯普魯斯海峽和達達尼爾海峽。 2月28日，埃爾多安公開證實，海峽將被關閉，以防止戰爭升級，同時也承諾與烏克蘭和俄羅斯保持關係。

### 阿联酋
阿拉伯聯合大公國在2月25日對聯合國安理會決議投了棄權票。

### 
烏茲別克總統新聞秘書謝爾佐德·阿薩多夫在臉書上發文表示：「俄羅斯總統向我們國家元首通報了決定開展特別行動的原因和情況。烏茲別克領導人則表示希望，各方能很快找到雙方都能接受的辦法來解決局勢，以防止局勢進一步升級。我想強調，烏茲別克斯坦在這個問題上採取平衡、中立的立場。」烏茲別克外交部表示，烏茲別克駐波蘭大使館正在透過波蘭從烏克蘭撤離其公民。

### 越南
越南外交部发言人黎氏秋姮呼吁乌克兰危机有关各方保持克制，加强对话努力及外交措施，以和平解决分歧，尊重联合国宪章和国际法基本原则，从而有助于确保地区和世界的和平、安全与稳定。

### 葉門
「胡塞·安萨拉拉最高政治委员会」承認盧干斯克人民共和國和頓涅茨克人民共和國的獨立。